# بيري نج
بيري نج (بالإنجليزية: Perry Ng)‏ (27 أبريل 1996 بليفربول في المملكة المتحدة - ) هو لاعب كرة قدم بريطاني في مركز الدفاع. لعب مع نادي كرو ألكساندرا ونادي هايد إف سي.

## وصلات خارجية
- بيري نج على موقع قاعدة بيانات كرة القدم.إي يو (الإنجليزية)
- بيري نج على موقع Soccerway.com (الإنجليزية)